# Боршевская волость
Борщёвская волость — историческая административно-территориальная единица Коротоякского уезда Воронежской губернии с центром в селе Борщёво.
По состоянию на 1885 год состояла из 8 поселений, 3 сельских общин. Населения — 6768 человек (3348 мужского пола и 3420 — женской), 1120 дворовых хозяйств.
| Площадь, десятин      | В том числе пахотной, дес. |      |
| --------------------- | -------------------------- | ---- |
| Сельских общин        | 17984                      | 9490 |
| Частной собственности | —                          | —    |
| Другой собственности  | 114                        | 90   |
| В общем               | 18098                      | 9580 |

Крупнейшие поселения волости на 1880 год:
- Борщёво — бывшее государственное село при реке Дон за 37 верст от уездного города, 2949 человек, 506 дворов, православная церковь, школа, почтовая станция, 4 скамейки, 17 ветряных мельниц, 2 ярмарки в год.
- Архангельское (Голишевка) — бывшее государственное село при реке Дон, 2228 человек, 360 дворов, православная церковь, 3 лавки.
- Каменоверховское — бывшее государственное село при реке Дон, 1402 лица, 234 двора, православная церковь, лавка, 12 ветряных мельниц.